# Флавон
Флавон (італ. Flavon) — колишній муніципалітет в Італії, у регіоні Трентіно-Альто-Адідже,  провінція Тренто. З 1 січня 2016 року Флавон є частиною новоствореного муніципалітету Конта.
Флавон розташований на відстані близько 510 км на північ від Рима, 27 км на північ від Тренто.
Населення — 523 особи (2014).

## Демографія
Населення за роками:

Станом на 31 грудня 2014 року в муніципалітеті офіційно проживало 50 іноземців з 10 країн, серед них 17 громадян країн Євросоюзу та 1 громадянин України.

## Сусідні муніципалітети
- Конта
- Денно
- Нанно
- Террес
- Туенно